# Nucras
Nucras — рід ящірок родини ящіркових (Lacertidae). Представники цього роду мешкають в Південній і Східній Африці.

## Види
Рід Nucras нараховує 16 видів:
- Nucras aurantiaca Bauer, Childers, Broeckhoven & Mouton, 2019[2]
- Nucras boulengeri Neumann, 1900
- Nucras broadleyi Branch, Conradie, Vaz-Pinto, & Tolley, 2019
- Nucras caesicaudata Broadley, 1972
- Nucras damarana Parker, 1936
- Nucras holubi (Steindachner, 1882)
- Nucras intertexta (A. Smith, 1838)
- Nucras lalandii (Milne-Edwards, 1829)
- Nucras livida (A. Smith, 1838)
- Nucras ornata (Gray, 1864)
- Nucras scalaris Laurent, 1964
- Nucras taeniolata (A. Smith, 1838)
- Nucras tessellata (A. Smith, 1838)